# Vesperae solennes de confessore
Las Vesperæ solennes de confessore (en español, Vísperas solemnes de confesor) en do mayor, K. 339, son una composición sacra de 1780 de Wolfgang Amadeus Mozart, que comenzó en 1774 durante su etapa en la que ocupó el puesto de compositor de la corte del príncipe-arzobispo de Salzburgo, Hieronymus von Colloredo.

## Explicación del nombre
El término «de confessore» indica que la obra se compuso para la festividad de un santo confesor;[cita requerida] por su parte, «solennes» señala que la obra se escribió para una orquesta solemne, con timbales y trompetas.

## Instrumentación
La obra está escrita para voces solistas (soprano, contralto, tenor y bajo), un coro de cuatro partes, dos trompetas, timbales, tres trombones, dos violines y bajo continuo (violonchelo, contrabajo, fagot y órgano).

## Estructura
La composición sigue la liturgia católica para las vísperas, e incluye cinco de los salmos del Antiguo Testamento y el magnificat del Evangelio de San Lucas. Cada sección finaliza con la doxología Gloria Patri.
Los seis movimientos son los siguientes:
1. Dixit (Ps 110 (109))
2. Confitebor (Ps 111 (110))
3. Beatus vir (Ps 112 (111))
4. Laudate pueri (Ps 113 (112))
5. Laudate Dominum (Ps 117 (116))
6. Magnificat

Es particularmente notable el aria para soprano Laudate Dominum, que a menudo se interpreta individualmente con la instrumentación original y en arreglos.